# エレノア・ヘリン
エレノア・ヘリン（Eleanor Francis Helin、ただし Eleanor Kay Helin とする書籍もある、1932年11月19日 - 2009年1月25日）は、アメリカ合衆国の女性天文学者である。
アメリカ航空宇宙局 (NASA) ジェット推進研究所の地球近傍小惑星追跡計画 (Near Earth Asteroid Tracking: NEAT) の主任研究員を務めて、2002年に第一線から退くまでに863の小惑星の発見者もしくは共同発見者となった。その中には最初のアテン群の小惑星 (2062) アテンと (2100) ラー・シャローム、アポロ群の小惑星 (4660) ネレウス、(4769) カスタリアなど、(9969) ブライユ、トロヤ群の小惑星 (3240) ラオコーンなどが含まれる。
小惑星以外にも周期彗星、111P/ヘリン・ローマン・クロケット彗星、117P/ヘリン・ローマン・アルー第1彗星、132P/ヘリン・ローマン・アルー第2彗星を発見した。また、アルバート・ウィルソンやロバート・ハリントンが発見したが軌道を決定できなかったウィルソン・ハリントン彗星 (1949 W1) を小惑星1977 VAとして再発見し、結果、この天体は周期彗星 (107P) と小惑星 (4015) の両方に登録されることとなった。
30年以上にわたって、カリフォルニア工科大学とNASAジェット推進研究所で惑星天文学の分野で活動した。1970年代初めに、パロマー天文台の惑星軌道と交差する小惑星探査 (Planet-Crossing Asteroid Survey: PCAS) をスタートさせた。PCASは200を越える大きな軌道傾斜角を持つ小惑星や特異な軌道をもつ小惑星を含む数千の小惑星と20の彗星を発見し、世界中で発見された地球近傍小惑星の約30%を発見した。1980年代に国際地球近傍小惑星サーベイ (International Near-Earth Asteroid Survey: INAS) を組織して、地球近傍小惑星への関心を高めた。
NASAの Exceptional Service Medal、JPL Award を受賞した。小惑星 (3267) Gloはヘリンのニックネームに因んで命名された。